# Philémon et Baucis (Gounod)
Pour les articles homonymes, voir Philémon et Baucis (homonymie).
Versions successives
- 1860 : Version en 3 actes
- 1876 : Version définitive en 2 actes

Personnages
- Philémon (ténor)
- Baucis (soprano)
- Jupiter (baryton-basse)
- Vulcain (basse)
- une bacchante (soprano)

Airs
- Air de Vulcain, «Au bruit des lourds marteaux» (Acte 1)
- Romance, «Ah! si je redevenais belle» Baucis (Acte 1)

Philémon et Baucis est un opéra-comique en deux actes de Charles Gounod, sur un livret en français de Jules Barbier et Michel Carré, basé sur la fable éponyme de Jean de La Fontaine, elle-même inspirée d'une fable mythologique d'Ovide (dans les Métamorphoses).
L'œuvre était destinée à tirer profit de la mode des comédies mythologiques initiée par l'Orphée aux Enfers d'Offenbach, bien que Philémon et Baucis soit moins satirique et plus sentimentale.
La première version de l’opéra a été initialement composée en deux actes, destinée au festival de musique de Baden-Baden (en). Cependant, en raison des tensions internationales provoquées par la campagne d'Italie de 1859, la création est repoussée. L'œuvre est finalement créée le 18 février 1860 au Théâtre-Lyrique à Paris. Entre-temps, un acte intermédiaire a été ajouté entre les deux actes existants, représentant par un chœur la destruction des Phrygiens par Jupiter.
Par la suite, Gounod réduit les trois actes, dans une version définitive en deux actes, jouée pour la première fois à l'Opéra-Comique en 1876.

## Distribution
| Rôles            | Voix             | Théâtre-Lyrique, 18 février 1860 (version en 3 actes) | Opéra-Comique, 16 mai 1876 (version en 2 actes) |
| ---------------- | ---------------- | ----------------------------------------------------- | ----------------------------------------------- |
| Philémon         | ténor            | Froment                                               | Charles-Auguste Nicot                           |
| Baucis           | soprano          | Caroline Miolan-Carvalho                              | Marguerite Chapuy                               |
| Jupiter          | baryton-basse    | Charles-Amable Battaille                              | Jacques Bouhy                                   |
| Vulcain          | basse            | Mathieu-Émile Balanqué                                | Alfred Giraudet                                 |
| Une bacchante    | soprano          | Marie Sax                                             |                                                 |
| Chef d'orchestre | Chef d'orchestre | Adolphe Deloffre                                      | Charles Constantin                              |

## Argument

### Acte I

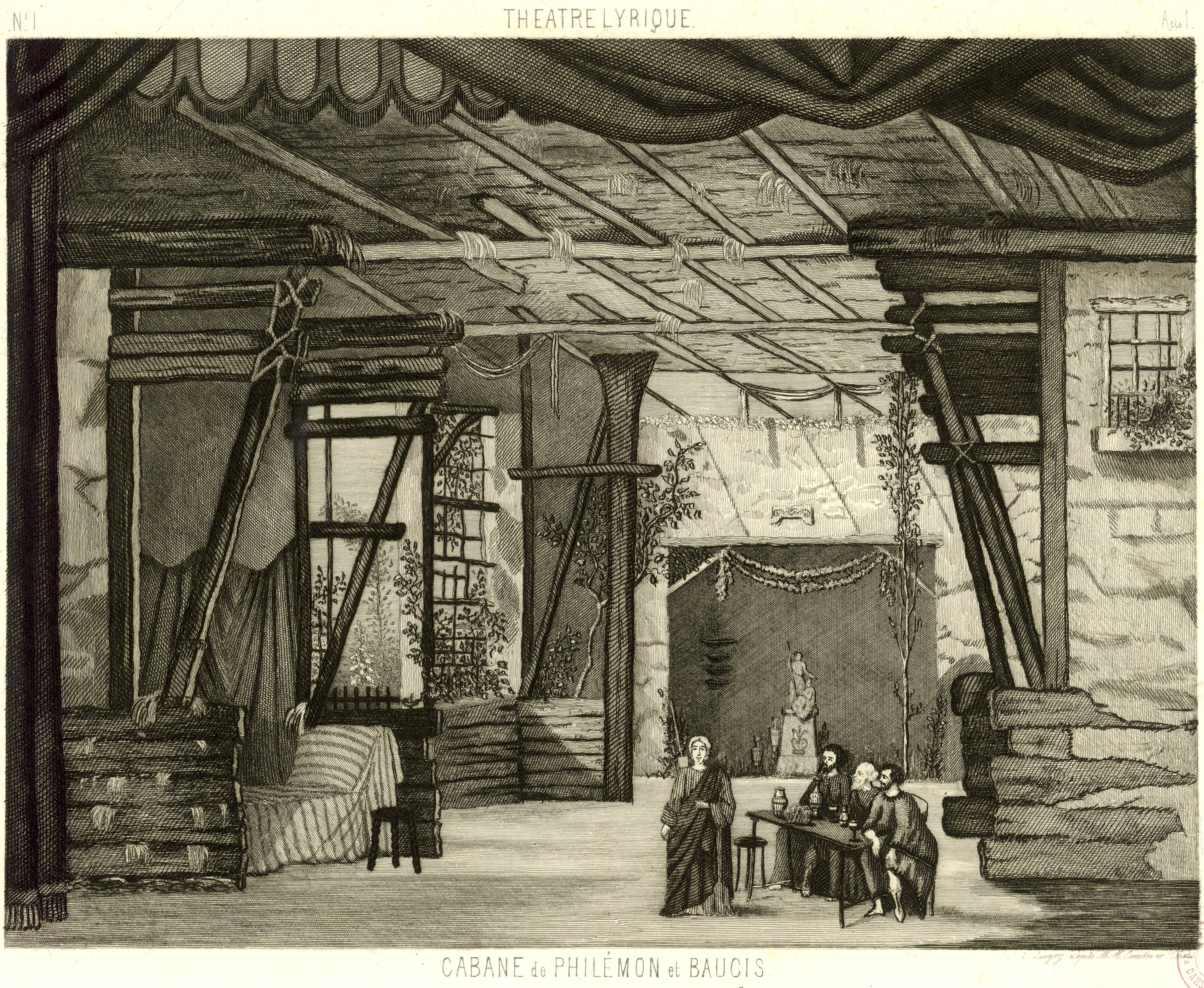
Cabane de Philémon et Baucis, acte I.

Jupiter arrive à la cabane de Philémon accompagné de Vulcain, cherchant à s'abriter d'une tempête qu'il a lui-même provoquée. Il est descendu sur Terre pour vérifier les dires de Mercure sur la méchanceté des humains, et, découvrant que ceci n'est que trop vrai en étant reçu discourtoisement par les gens alentour, il est heureux de rencontrer un accueil bienveillant à la porte de Philémon. Ce vieillard digne vit dans la pauvreté, mais malgré tout dans le bonheur, avec son épouse Baucis, avec qui il est marié depuis soixante ans. Jupiter, comprenant que le vieux couple est une exception à la méchanceté des hommes, décide de les épargner, et de ne punir que les mauvaises personnes. Les dieux partagent le repas sommaire du couple, et Jupiter, en changeant le lait en vin, est reconnu par Baucis, qui est bouleversée par cette découverte. Mais Jupiter la rassure et promet de lui accorder son unique souhait, qui est d'être jeune à nouveau avec son mari, et de vivre la même vie. Le dieu les envoie dormir.
Il s'ensuit un intermède. Les Phrygiens se reposent après un festival, les bacchantes se ruent sur scène et des orgies sauvages recommencent. Le divin est tourné en dérision et le plaisir salué comme seul dieu. Vulcain arrive, envoyé par Jupiter pour les avertir, mais les humains se moquent de lui, se moquant de l'Olympe et des dieux. Jupiter lui-même apparaît pour punir les pécheurs, et une tempête se forme, emportant le tout dans les flots.

### Acte II

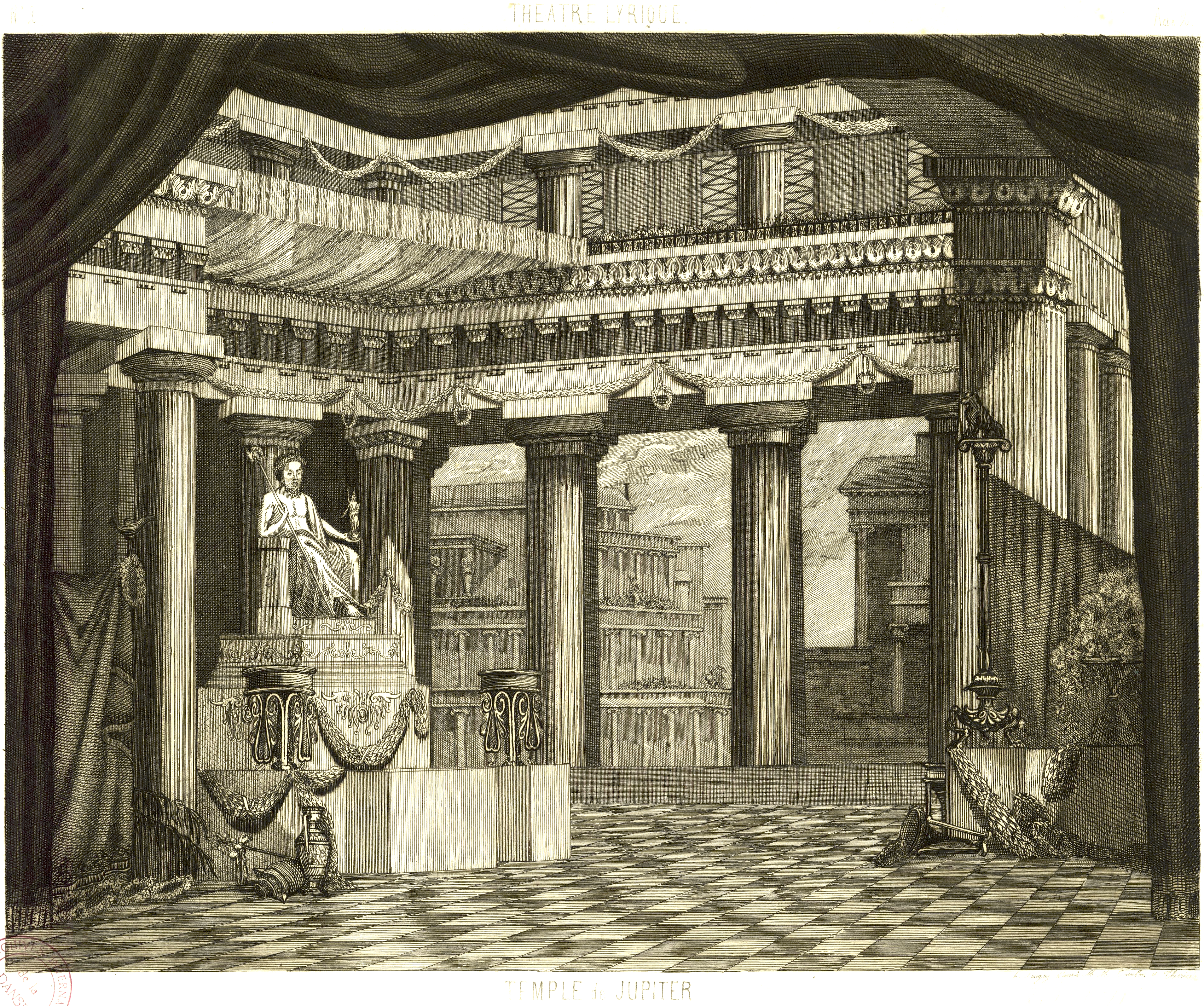
Temple de Jupiter, acte II.

La cabane de Philémon est désormais un palais. Il se réveille, se trouvant à nouveau jeune, ainsi que sa femme. Jupiter, voyant la beauté de Baucis, ordonne à Vulcain de tenir Philémon à l'écart pendant qu'il la courtise. Baucis, bien décidée à rester fidèle à Philémon, n'en est pas moins flattée des attentions du dieu, et n'ose lui refuser un baiser. Philémon assiste à la scène, et le reproche violemment à sa femme et à son invité. Bien que Baucis lui suggère qui est réellement ce dernier, le mari ne se sent pas enclin à partager l'amour de sa femme, même avec un dieu. Le couple vit alors sa première dispute, et Vulcain, l'entendant, se console en pensant qu'il n'est pas le seul à qui une épouse volage cause de la peine. Philémon maudit amèrement le cadeau de Jupiter, il souhaite retrouver sa vieillesse et sa pauvreté, pour recouvrer sa tranquillité d'esprit. Jetant à terre une statue de Jupiter, il quitte sa femme pour aller trouver le dieu. Baucis, en remettant l'icône en place, se repent de son comportement envers son mari. Jupiter la découvre en pleurs, priant pour que les dieux ne tournent leur colère que sur elle seule. Le dieu promet de les pardonner tous les deux, si elle consent à écouter son amour. Elle accepte le marché, à la condition que Jupiter lui accorde une faveur. Il consent, et elle le supplie de la rendre vieille à nouveau. Philémon, qui écoutait derrière la porte, se précipite pour embrasser sa femme et joint ses prières à la sienne. Jupiter, se sent floué, mais face à leur amour, sa colère s'apaise. Il refuse de reprendre son don, mais en leur donnant sa bénédiction, il promet de ne jamais plus se mettre en travers de leur bonheur.

## Numéros musicaux
Acte I
- Introduction pastorale
- Duo « Du repos voici l'heure » - Baucis, Philémon
- Chœur « Filles d'Athor, folles bacchantes »
- Orage
- Trio « Étrangers sur ces bords» - Philémon, Jupiter, Vulcain
- Couplets « Au bruit des lourds marteaux d'airain » - Vulcain, l'un des airs de cet opéra les plus souvent donnés en récital.
- Ariette « Hé quoi? parce que Mercure » - Jupiter
- Mélodrame
- Romance « Ah ! si je redevenais belle » - Baucis
- Quartettino « Prenez place à la table » - Baucis
- Final « Allons ! triste buveur » - Baucis, Philémon, Jupiter, Vulcain

Acte intermédiaire (retiré dans la version finale)
- Chœur de l'ivresse « Dans l'ombre de la nuit »
- Strophes « Place au chœur des bacchantes » - La Bacchante
- Chœur des bacchantes « Filles d'Athor »
- Scène et chœur « Arrêtez! » - Vulcain
- Chœur des blasphèmes « Nous chantons aux lueurs »
- Final « Jupiter !!! » - Jupiter

Acte II
- Entr'acte et danse des bacchantes
- Ariette « Philémon m'aimerait encore » - Baucis
- Duo « Philémon! Philémon ! » - Baucis, Philémon
- Couplets « Vénus même n'est pas plus belle ! » - Jupiter
- Aria « Il a perdu ma trace » suivi de l'air « O riante nature » - Baucis, l'un des airs de cet opéra les plus souvent donnés en récital.
- Duo « Relevez-vous jeune mortelle » - Jupiter
- Trio « Qu'est-ce donc ? Qu'avez-vous » - Baucis, Philémon, Jupiter
- Romance et final « Sous le poids de l'âge » - Baucis

## Principales représentations
- 18 février 1860 : création (version en trois actes) au Théâtre-Lyrique à Paris.
- 16 mai 1876 : première représentation (version définitive en deux actes) à l'Opéra-Comique à Paris.
- 15 janvier 1889 : première représentation à l'Opéra de Monte-Carlo.
- 29 novembre 1893 : première représentation au Metropolitan Opera de New York.
- 22 octobre 1896 : première représentation au Théâtre lyrique de Milan.
- 16 février 2018 : première représentation des trois actes à l'Opéra de Tours[2],[3]

## Sources
- (it) Almanach Amadeus

- (en) Cet article est partiellement ou en totalité issu de l’article de Wikipédia en anglais intitulé « Philémon et Baucis » (voir la liste des auteurs).